# Mono Inc.
Mono Inc. ist eine deutsche Dark-Rock-Band aus Hamburg, die im Jahr 2000 gegründet wurde. Der Name leitet sich vom Begriff Monomanie und dem Wort incorporated ab.

## Bandgeschichte

### Die Anfangszeit

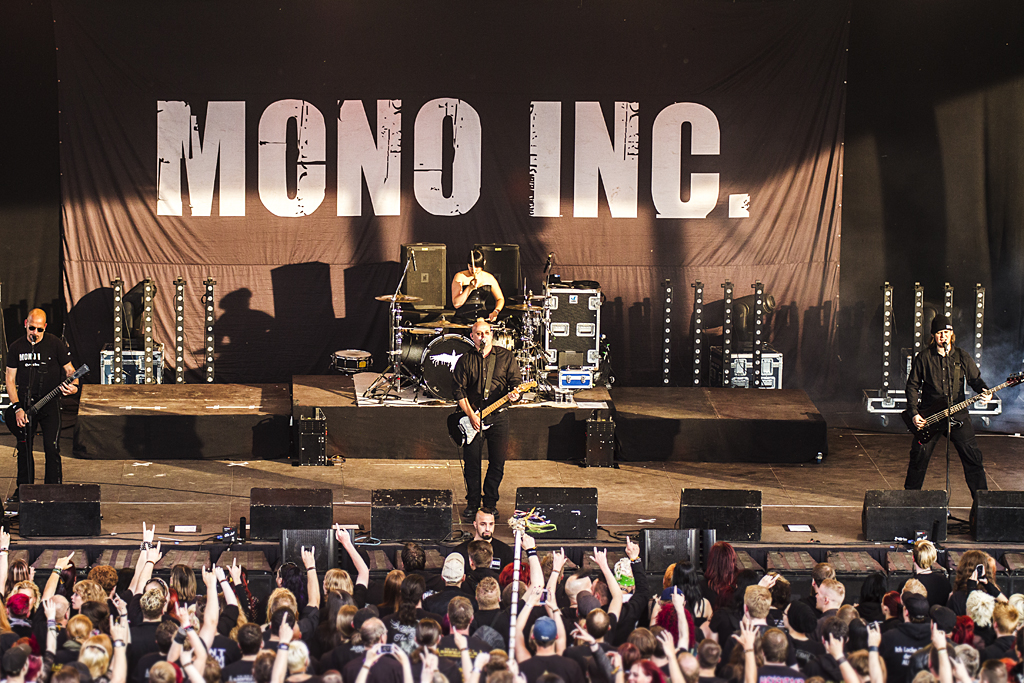
Mono Inc. auf dem Blackfield Festival 2013

2000 gründeten Miky Mono (Gesang), Martin Engler (Schlagzeug), und Carl Fornia (Gitarre) die Formation Mono Inc. Bis 1997 hatten sie in der Band Wild Thing und von 1998 bis 2000 unter dem Namen Mono 69 gespielt. 2003 stieß Manuel Antoni als Bassist hinzu. Im selben Jahr erschien ihr Debütalbum Head Under Water als Eigenveröffentlichung. 2004 wurde Head Under Water durch NoCut wiederveröffentlicht sowie die Single Burn Me ausgekoppelt, was Mono Inc. einer breiteren Öffentlichkeit zugänglich machte.
2006 ersetzte Martin Engler den Sänger Miky. Die frei gewordene Position am Schlagzeug übernahm Neuzugang Katha Mia. Diese Besetzung veröffentlichte am 15. Juni 2007 ihr zweites Album Temple of the Torn, das im deutschsprachigen Ausland bei Soulfood erschien.
Es folgten die Alben Pain, Love & Poetry (2008), das drei Songs des Debüts Head Under Water in neuen Versionen enthielt, begleitet von einer Single-Auskopplung, die aus einem Duett mit Lisa Middelhauve bestand, sowie Voices of Doom (2009).
Ab April 2009 gingen Mono Inc. auf ausgedehnte Tourneen mit Subway to Sally und ASP und spielten über 40 Konzerte in Deutschland, Österreich und der Schweiz.
Am 27. August 2010 folgte die EP Comedown, ein Song, der im Original von der Band Bush stammt. Im Oktober starteten Mono Inc. mit ihrer ersten Headlinertour. Der erste Teil wurde mit wechselnden Supportbands gespielt, der zweite mit [soon] als fester Vorband. Im gleichen Jahr begleiteten Mono Inc. als Support die Band Unheilig zusammen mit Apoptygma Berzerk auf ihrer Jubiläumstour. Ex-Sänger Miky starb im Oktober 2010 bei einem Gleitschirmunfall.

### Kommerzieller Erfolg

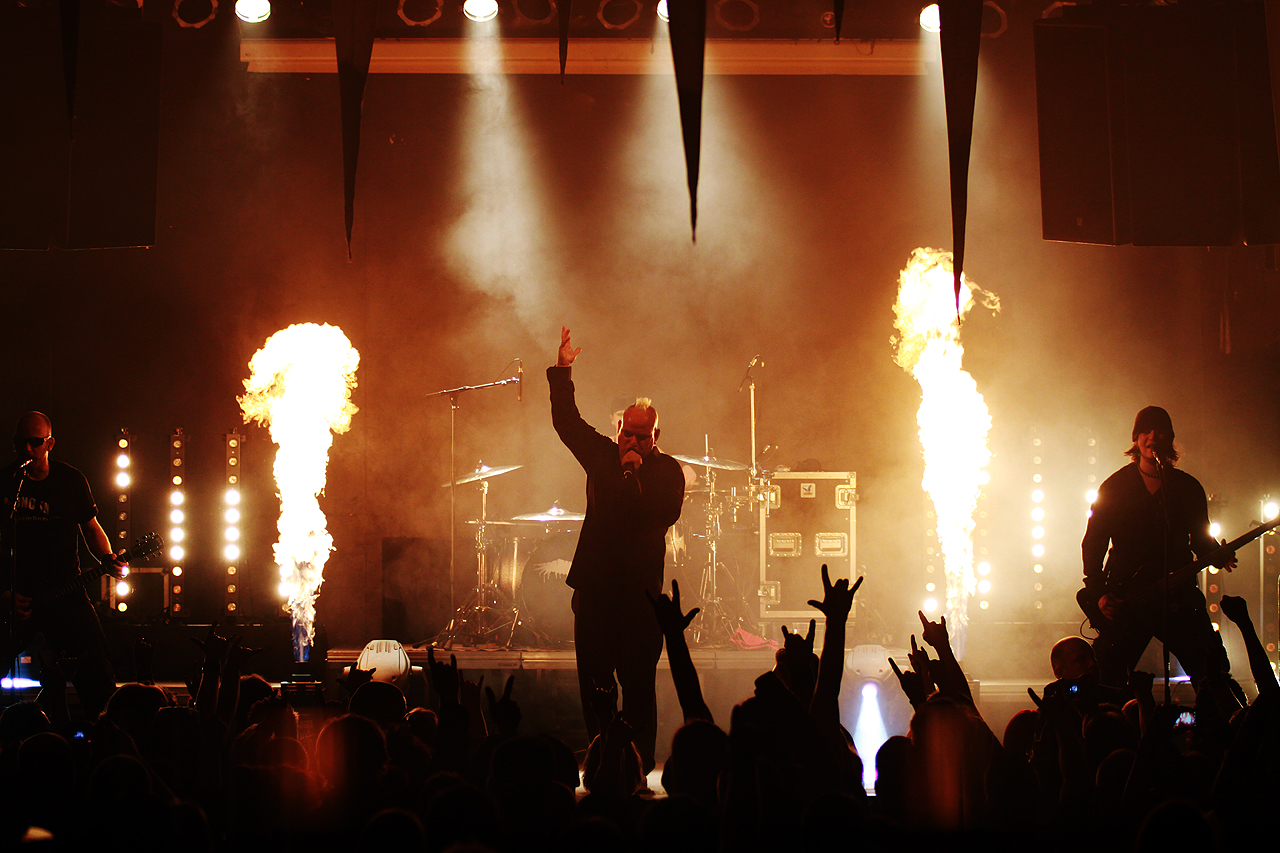
Mono Inc. auf dem ersten Dark End Festival in Herford

Durch ihre Tour mit Unheilig einem größeren Publikum zugänglich geworden, stieg das am 18. März 2011 veröffentlichte fünfte Album Viva Hades als erste Veröffentlichung der Band auf Platz 50 der deutschen Albumcharts ein. Das Album, das erstmals nicht nur als reguläre CD, sondern auch als Limited Edition mit einer DVD erschien, wurde von der in- und ausländischen Presse wohlwollend aufgenommen. Es folgte eine weitere Headlinertour, die erstmals auch Auftritte in Österreich und der Schweiz beinhaltete, sowie Gastspiele auf großen Szene-Festivals wie dem M’era Luna Festival. Am 14. Oktober 2011 erschien mit Revenge eine weitere EP, die erstmals drei Live-Mitschnitte enthielt. Diese stammen vom Konzert in Frankfurt am Main am 14. Mai 2011.
Nach einem Labelwechsel zu SPV/Rookies & Kings wurde am 25. Mai 2012 die Single After the War aus dem gleichnamigen Album veröffentlicht, das am 17. August im Rahmen des Summerbreeze-Festivals erschien. Der Song ist eine Coverversion von Gary Moore aus dem Jahr 1989; Moore veröffentlichte das Album ebenfalls unter dem gleichen Namen. Später folgten Arabia und die Doppelsingle Wave No Flag / From The Ashes. Der Song From the Ashes wurde beim WM-Boxkampf im Cruisergewicht zwischen Yoan Pablo Hernández und Troy Ross am 15. September 2012 in der Stechert Arena in Bamberg beim Einmarsch von Hernández live aufgeführt.
Am 22. März 2013 erschien mit My Deal with God zunächst eine Singleauskopplung des Albums Nimmermehr. Zeitgleich erfolgte die Wiederveröffentlichung der drei Alben Temple of the Torn, Pain, Love & Poetry und Voices of Doom als Collector’s Cut Edition, die neben den ursprünglichen Stücken zusätzlich unveröffentlichte Songs und Liveversionen enthalten. Am 21. Juni 2013 veröffentlichten Mono Inc. mit Heile, heile Segen eine weitere Singleauskopplung, die als erster Song komplett in Deutsch gesungen wird. Die Reaktionen der Musikpresse auf das Stück, das einen bekannten Kinderreim neu interpretierte, waren gemischt. Da das Stück musikalisch eher mainstreamlastig sei, wurden Vergleiche zu Unheilig und Oomph! gezogen, die beide in ihrer Bandgeschichte einen Schwenk auf massenkompatible Musik vollzogen hätten.
Das Album Nimmermehr erschien am 9. August 2013 über NoCut/SPV und stieg in der ersten Woche nach Veröffentlichung auf Platz 3 der deutschen Albumcharts ein. Die dritte Singleauskopplung Kein Weg zu weit folgte am 16. August, während das offizielle Video bereits am 8. August seine Videopremiere auf Bild.de feierte. Die Zusammenarbeit mit der Bildzeitung provozierte bei vielen Fans zunächst negative Reaktionen. Martin Engler veröffentlichte daraufhin ein Statement, in dem er klarstellte, dass die Zusammenarbeit ein Mittel zum Zweck sei, um möglichst viele Menschen auf das in dem Video thematisierte Problem der häuslichen Gewalt aufmerksam zu machen.
Im August 2014 erschien das Doppelalbum The Clock Ticks On 2004–2014, das aus einer Best-Of-CD und einer CD mit Akustikversionen früherer Songs besteht. Bis Anfang 2015 folgten zwei Tourneen durch Deutschland. Im Mai 2015 erschien das Studioalbum Terlingua.
Am 13. Januar 2017 erschien das Album Together Till the End, das wieder ausschließlich englische Texte enthält. Enthalten ist darauf der erfolgreichste Song der Bandgeschichte "Children of the Dark", bei dem Joachim Witt, Chris Harms von Lord of the Lost und Tilo Wolff von Lacrimosa mitgewirkt haben. Ferner tritt Ronan Harris von VNV Nation im Titel Boatman in Erscheinung.
Das 10. Studioalbum Welcome to Hell erschien am 27. Juli 2018 und beinhaltet erneut ausnahmslos englische Texte. Das Album besteht aus 2 CDs, die erste CD enthält 11 Lieder und die zweite CD besteht aus 10 Liedern, welche klassische Versionen der ersten CD sind. Darunter zu finden ist unter anderem das Lied Flies, welches eine Neuauflage des gleichnamigen Liedes aus dem Debütalbum Head Under Water ist.
Nur knapp anderthalb Jahre später veröffentlichte die Band mit The Book Of Fire Album Nummer 11. Dieses enthält unter anderem eine Neuaufnahme des Lacrimosa-Hits "Lichtgestalt", die zusammen mit deren Sänger Tilo Wolff aufgenommen wurde. Bei dem Song "Right for the Devil" wirkt nun die Mittelalterband Tanzwut mit, mit denen MONO INC. bereits im Jahr 2004 als Vorgruppe unterwegs waren, um das erste Album "Head Under Water" zu präsentieren. Am 31. Januar 2020 erreicht The Book Of Fire als erstes Album von Mono Inc. Platz eins der deutschen Album-Charts.

## Stil

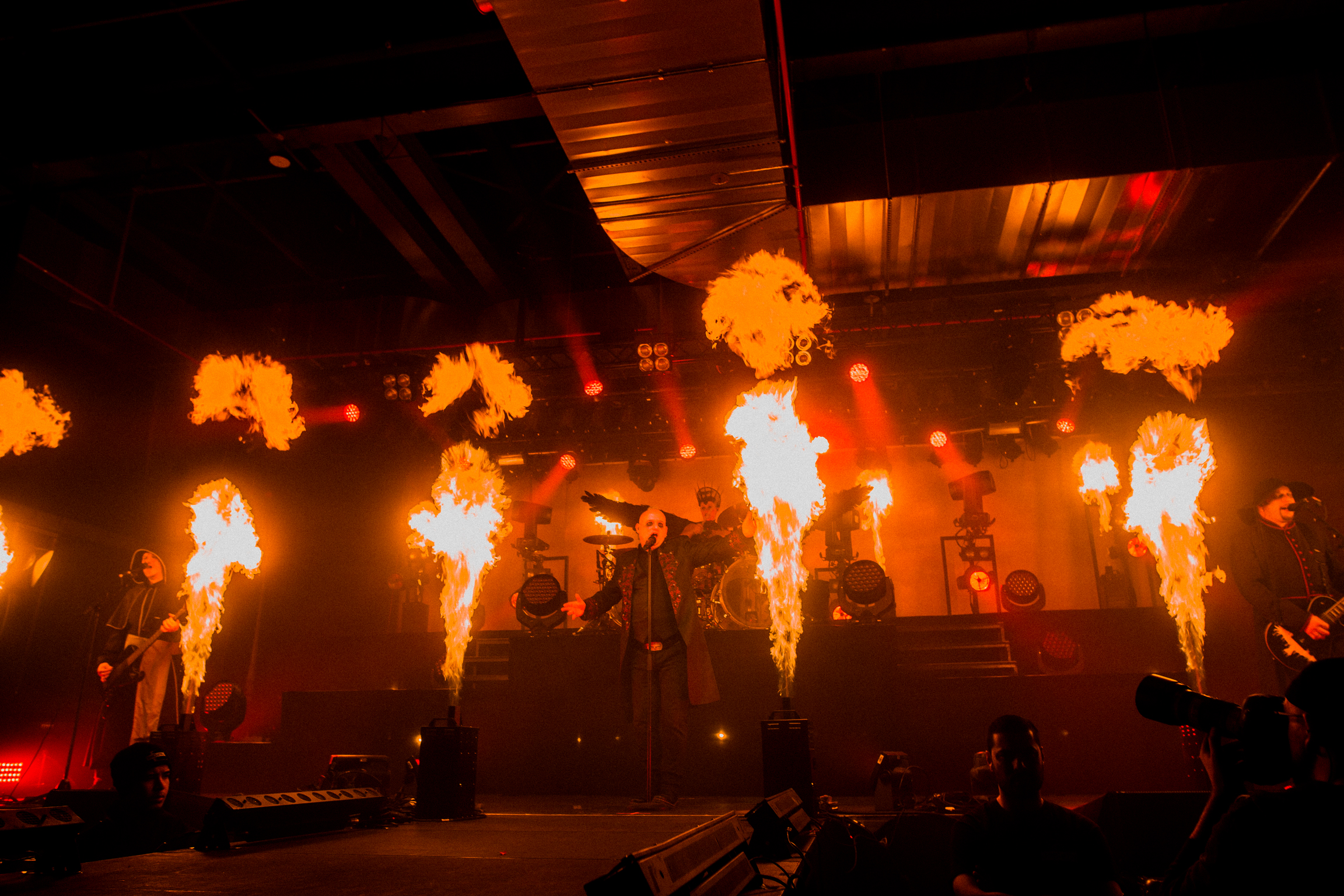

Musikalisch sind Mono Inc. zwischen Alternative- und Dark Rock eingeordnet. Auf ihren Alben existiert eine ernste, stellenweise düstere Stimmung; häufig aufgegriffene Themen sind Verlust und Trennung. Auf Konzerten tritt die Band szenetypisch in dunklen Kostümen mit passendem Makeup auf, wenngleich das Outfit teilweise während der Konzerte selbst variiert.
Zusätzlich zu den Hauptinstrumenten der Bandmitglieder in Form von E-Gitarre, Bass und Schlagzeug kommen auf Konzerten weitere Instrumente zum Einsatz. Unter anderem spielt Martin Engler Akustikgitarre und Piano.
Obwohl die Band aus Deutschland stammt und bis auf wenige Konzerte im Ausland auch primär dort auftritt, waren die Texte von Mono Inc. auf ihren ersten sechs Alben komplett in englischer Sprache gehalten. Auf ihrem siebten Studioalbum Nimmermehr erschienen erstmals Stücke in deutscher Sprache (u. a. Heile, heile Segen), was von Fans wie Presse gemischt aufgenommen wurde. Mit dem achten Album, Terlingua, setzten die Hamburger ihren Weg der Zweisprachigkeit fort.
Sänger Martin Engler ist zeitgleich für die Texte verantwortlich. Mit dem Nachfolge-Album Together Till the End verließ Engler die deutsche Sprache und komponierte wieder in englischer Sprache.
Stellenweise covert Mono Inc. auch bekannte Stücke, beispielsweise von Gary Moore, Snow Patrol, D-A-D oder Iggy Pop.

## Bandmitglieder

Mono Inc. live auf dem Rockharz 2019
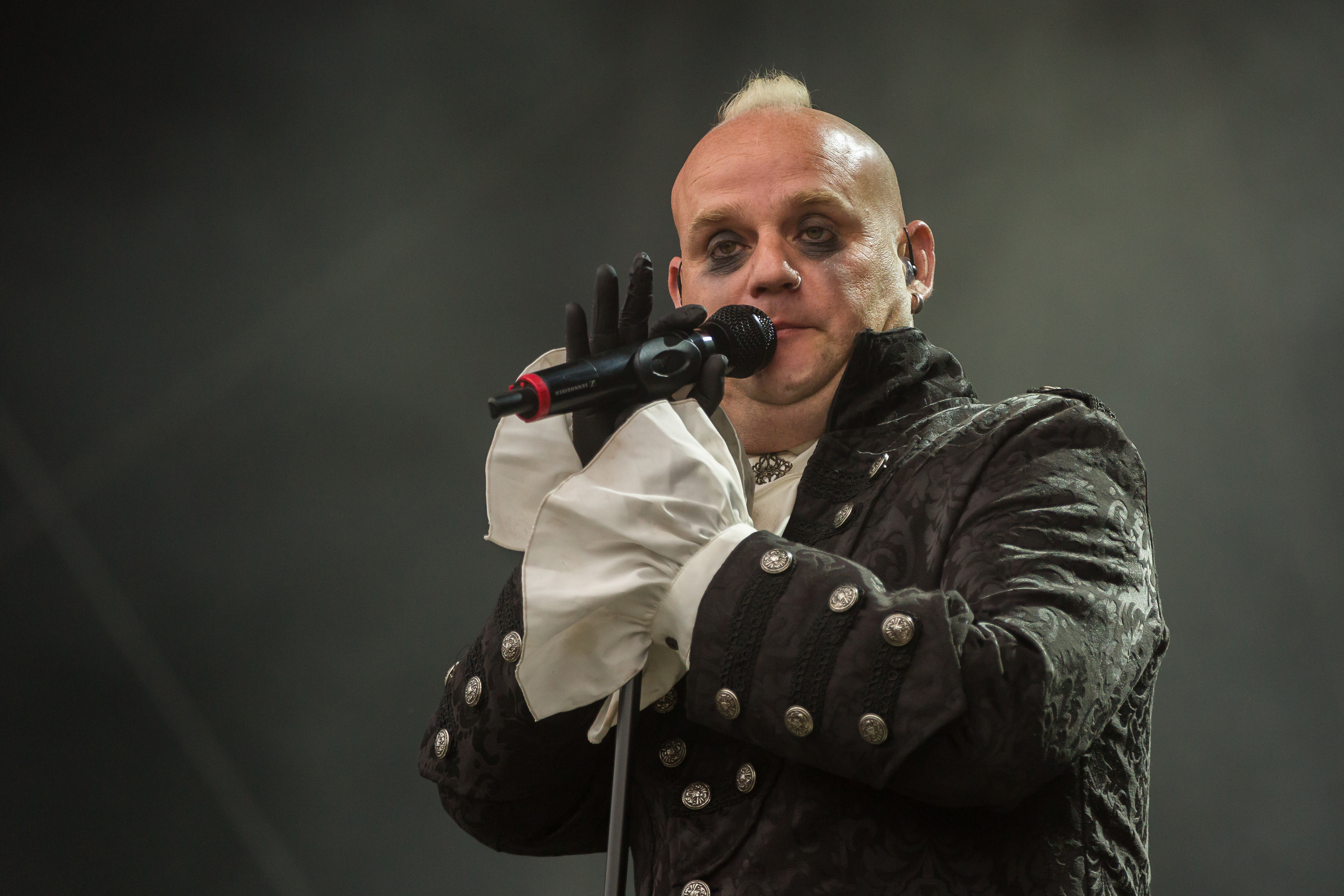
Sänger Martin Engler
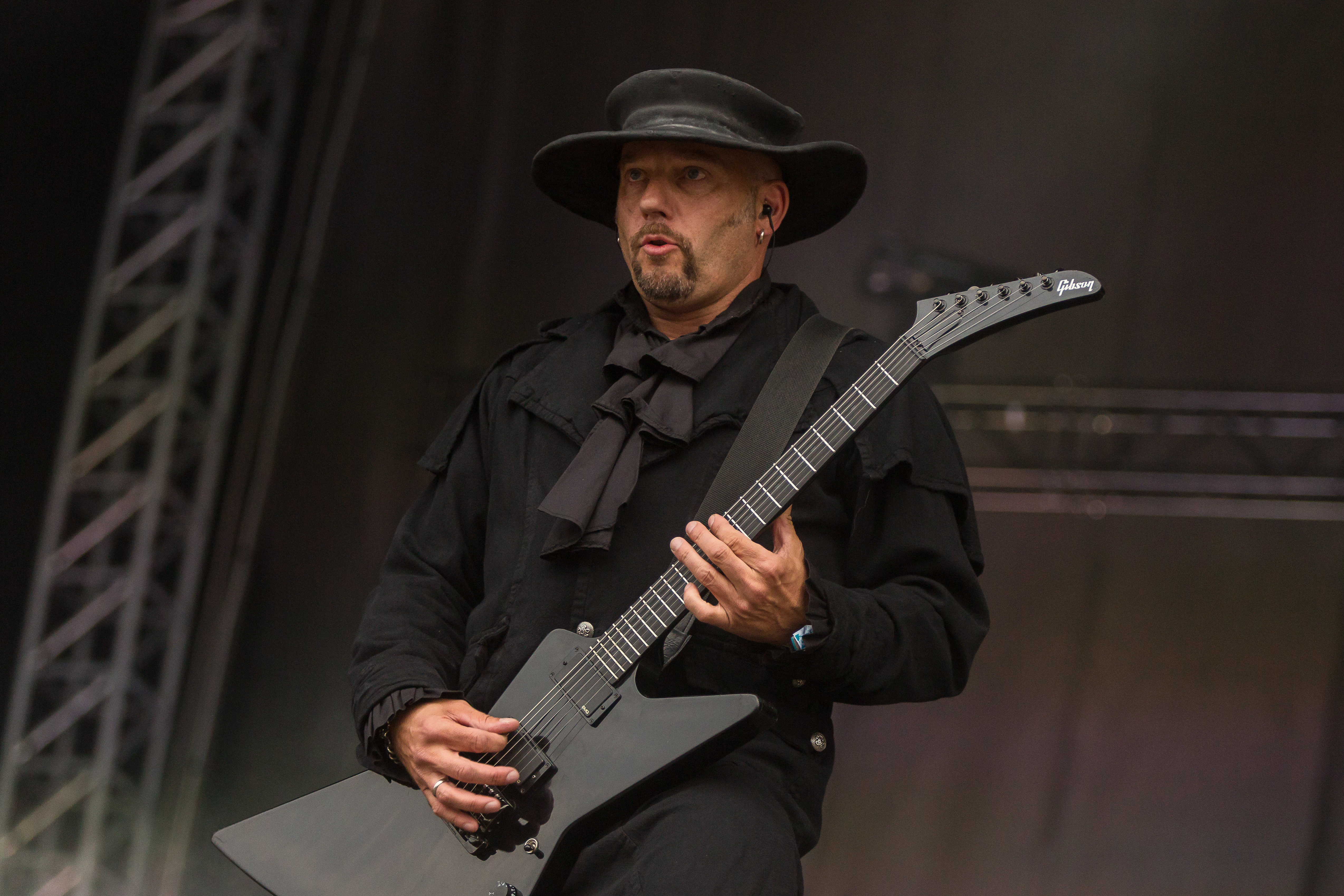
Gitarrist Carl Fornia
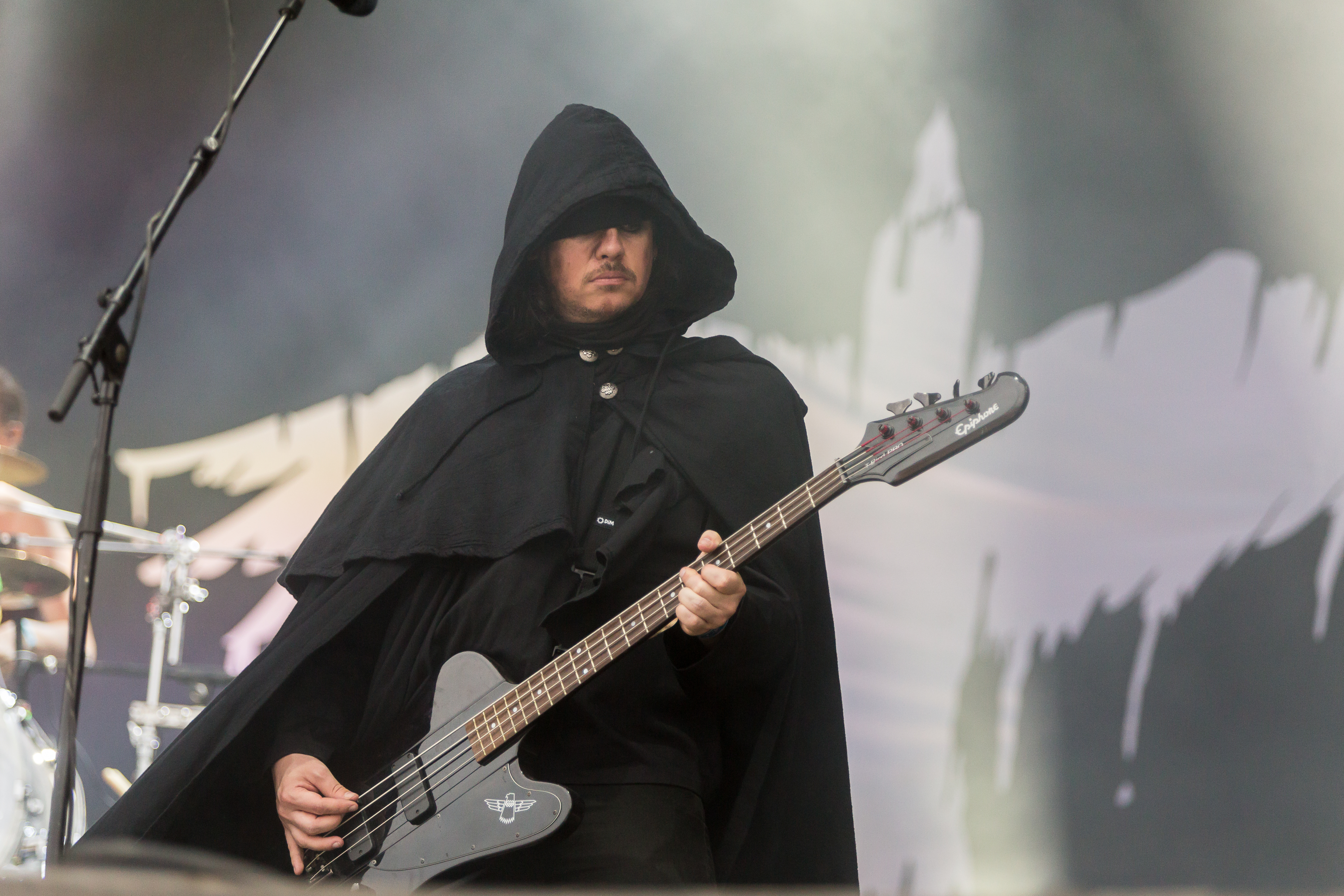
Bassist Manuel Antoni
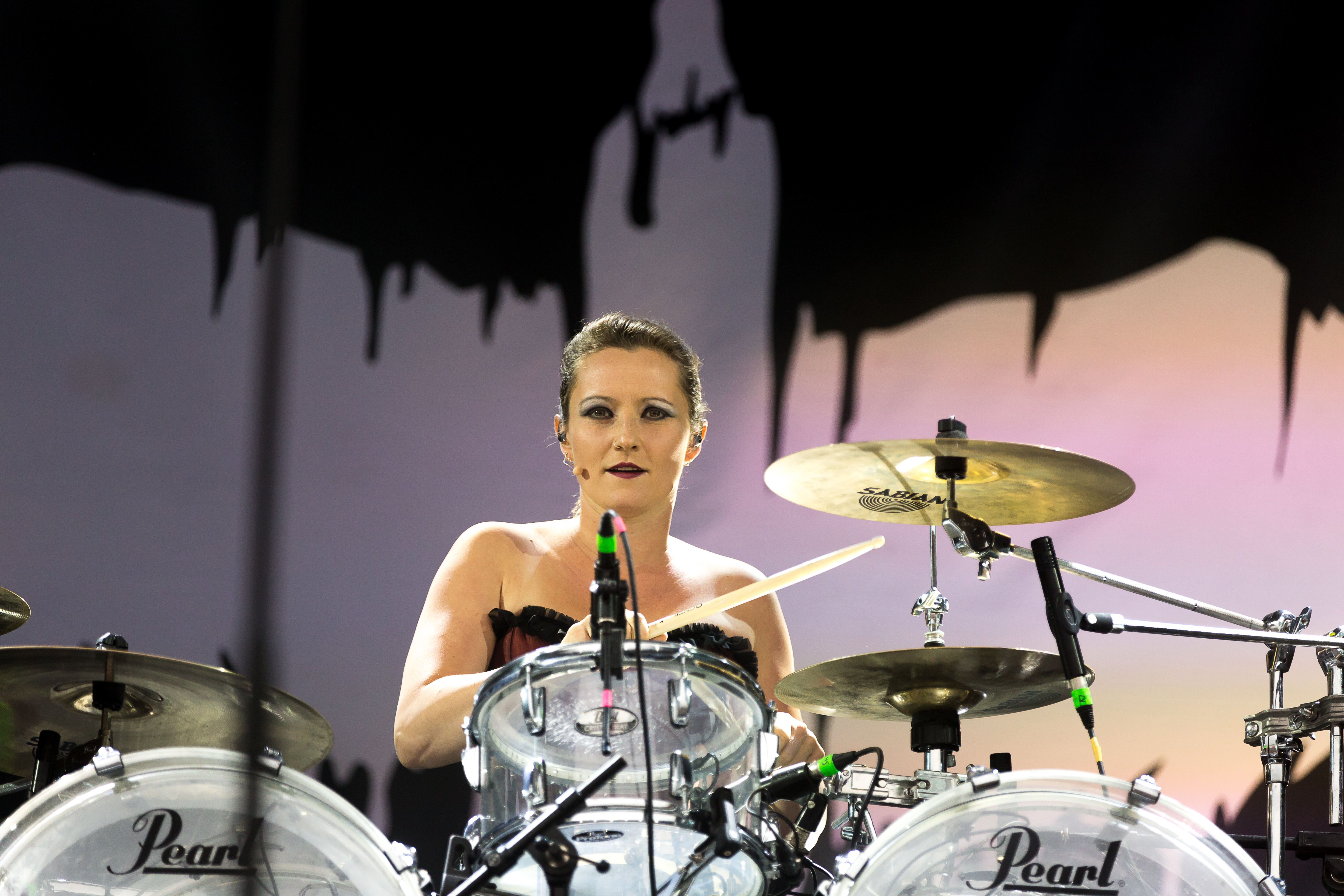
Schlagzeugerin Katha Mia

Im Jahr 2021 verließ Bassist Manuel Antoni die Band, weil er, so Antoni selbst, seinen „Ruhestand antreten möchte“, Anfang 2022 wurde mit Val Perun sein Nachfolger präsentiert.
Sänger Martin Engler und Drummerin Katha Mia sind liiert und haben ein gemeinsames Kind. Gitarrist Carl Fornia, bürgerlich Karl-Heinz Engler, ist Martin Englers Bruder. Am 24. Juni 2024 hat die Band MONO INC. die überraschende Nachricht veröffentlicht, dass ihr Bassist Val Perun die Band verlässt.

## Diskografie

### Studioalben
| Jahr | Titel                 | Höchstplatzierung, Gesamtwochen, AuszeichnungChartplatzierungen (Jahr, Titel, Platzierungen, Wochen, Auszeichnungen, Anmerkungen) | Höchstplatzierung, Gesamtwochen, AuszeichnungChartplatzierungen (Jahr, Titel, Platzierungen, Wochen, Auszeichnungen, Anmerkungen) | Anmerkungen                           |
| Jahr | Titel                 | DE | CH | Anmerkungen                           |
| ---- | --------------------- | --- | --- | ------------------------------------- |
| 2004 | Head Under Water      | — | — | Erstveröffentlichung: 2004            |
| 2007 | Temple of the Torn    | — | — | Erstveröffentlichung: 1. Juli 2007    |
| 2008 | Pain, Love & Poetry   | — | — | Erstveröffentlichung: 16. Mai 2008    |
| 2009 | Voices of Doom        | — | — | Erstveröffentlichung: 2009            |
| 2011 | Viva Hades            | DE50 (1 Wo.)DE | — | Erstveröffentlichung: 18. März 2011   |
| 2012 | After the War         | DE6 (2 Wo.)DE | — | Erstveröffentlichung: 3. August 2012  |
| 2013 | Nimmermehr            | DE3 (3 Wo.)DE | — | Erstveröffentlichung: 9. August 2013  |
| 2015 | Terlingua             | DE6 (2 Wo.)DE | — | Erstveröffentlichung: 22. Mai 2015    |
| 2017 | Together Till the End | DE6 (3 Wo.)DE | CH92 (1 Wo.)CH | Erstveröffentlichung: 13. Januar 2017 |
| 2018 | Welcome to Hell       | DE2 (6 Wo.)DE | CH50 (1 Wo.)CH | Erstveröffentlichung: 27. Juli 2018   |
| 2020 | The Book of Fire      | DE1 (8 Wo.)DE | CH31 (1 Wo.)CH | Erstveröffentlichung: 24. Januar 2020 |
| 2023 | Ravenblack            | DE1 (4 Wo.)DE | CH59 (1 Wo.)CH | Erstveröffentlichung: 27. Januar 2023 |
| 2025 | Darkness              | DEx (x Wo.)DE | CHx (x Wo.)CH | Erstveröffentlichung: 15. August 2025 |

### Livealben
| Jahr | Titel                               | Höchstplatzierung, Gesamtwochen, AuszeichnungChartsChartplatzierungen (Jahr, Titel, Platzierungen, Wochen, Auszeichnungen, Anmerkungen) | Anmerkungen                             |
| Jahr | Titel                               | DE | Anmerkungen                             |
| ---- | ----------------------------------- | --- | --------------------------------------- |
| 2016 | Live                                | DE25 (1 Wo.)DE | Erstveröffentlichung: 11. März 2016     |
| 2019 | Symphonic Live                      | DE5 (2 Wo.)DE | Erstveröffentlichung: 24. Mai 2019      |
| 2023 | Live in Hamburg                     | DE14 (1 Wo.)DE | Erstveröffentlichung: 24. November 2023 |
| 2024 | Symphonic Live – The Second Chapter | DE5 (1 Wo.)DE | Erstveröffentlichung: 23. August 2024   |

### Kompilationen
| Jahr | Titel                        | Höchstplatzierung, Gesamtwochen, AuszeichnungChartsChartplatzierungen (Jahr, Titel, Platzierungen, Wochen, Auszeichnungen, Anmerkungen) | Anmerkungen                             |
| Jahr | Titel                        | DE | Anmerkungen                             |
| ---- | ---------------------------- | --- | --------------------------------------- |
| 2014 | The Clock Ticks on 2004–2014 | DE18 (1 Wo.)DE | Erstveröffentlichung: 22. August 2014   |
| 2020 | Melodies in Black            | DE17 (1 Wo.)DE | Erstveröffentlichung: 27. November 2020 |

Weitere Kompilationen
- 2017: Symphonies of Pain – Hits and Rarities

### EPs
- 2010: Comedown
- 2011: Revenge
- 2013: MMXII (Beilage zum Sonic Seducer 1/13)
- 2013: Twice in Life
- 2015: An klaren Tagen

### Singles
- 2004: Burn Me
- 2006: Somberland
- 2007: Temple of the Torn
- 2007: In My Heart
- 2008: Teach Me to Love
- 2008: Sleeping My Day Away
- 2008: Get Some Sleep
- 2009: This Is the Day
- 2009: Voices of Doom
- 2011: Symphony of Pain
- 2011: Revenge
- 2012: After the War
- 2012: Arabia
- 2012: Wave No Flag / From the Ashes
- 2013: My Deal with God
- 2013: Heile, heile Segen
- 2013: Kein Weg zu weit (feat. Joachim Witt)
- 2015: Heiland
- 2015: Tag X
- 2015: Never-Ending Love Song
- 2015: Chasing Cars
- 2016: Avalon (Unplugged)
- 2016: Children of the Dark (feat. Joachim Witt, Tilo Wolff und Chris Harms)
- 2017: Boatman (feat. VNV Nation)
- 2017: Beggars and Kings
- 2018: Welcome to Hell
- 2018: A Vagabond’s Life
- 2018: Long Live Death
- 2018: Risk It All (Symphonic Version)
- 2019: Louder Than Hell
- 2019: The Book of Fire
- 2020: Warriors
- 2020: Where the Raven Flies
- 2020: Shining Light (feat. Tilo Wolff)
- 2020: Right for the Devil (feat. Tanzwut)
- 2020: Just Because I Love You (Black Version)
- 2020: Life Hates You (Black Version)
- 2021: Children of the Dark 2021
- 2021: Run for Your Life
- 2021: Nemesis
- 2022: The Raven's Back
- 2022: Princess of the Night
- 2022: Empire
- 2022: Heartbeat of the Dead
- 2022: Lieb mich
- 2022: At the End of the Rainbow
- 2023: Louder Than Hell (Live in Hamburg)
- 2023: Arabia (Live in Hamburg)
- 2023: Ravenblack (Fan Edit)
- 2023: Boatman (Live in Hamburg)
- 2025: In My Darkness
- 2025: "Dein Anker"

### Videoalben
- 2016: Live
- 2023: Live in Hamburg